# Spiggar
Spiggar (Gasterosteidae) är en familj av fiskar i ordningen spiggartade fiskar som innehåller 16 kända arter, uppdelade på fem olika släkten.

## Kännetecken
Spiggar är vanligen små, långsmala fiskar på mellan 4 och 8 centimeter. Undantaget är tångspiggen, som kan nå en längd på upp emot 20 centimeter. Storspiggen, som hör till de vitt spridda arterna, blir trots sitt namn sällan över 10 centimeter lång. Framför ryggfenan finns 3 till 16 separata taggar, vilka egentligen är ombildade fenstrålar. Även på buken kan det finnas taggar. Kroppens sidor kan antingen vara släta, eller skyddas av benplattor. Det senare är vanligt på arter som förekommer i marin miljö, medan arter som främst förekommer i sötvatten oftare är släta.

## Utbredning
Familjen har stor utbredning på det norra halvklotet och innehåller arter som kan leva i sötvatten, såväl som i brackvatten och salt havsvatten och förekommer både i öppna havet, i kustområden, i floder och i sjöar. 

## Levnadssätt
Spiggar uppvisar ofta stor omsorg om sin avkomma och hanen bygger under lekperioden ett bo av växtdelar på bottnen eller i undervattensvegetationen, till vilket han lockar honan. Efter att honan lagt ägg i boet befruktar hanen dessa och vaktar och sköter sedan om äggen tills de kläcks, och även ynglen passas ofta av hanen en tid efter kläckningen.

## Några arter
- Storspigg (Gasterosteus aculeatus)
- Småspigg (Pungitius pungitius)
- Tångspigg (Spinachia spinachia)
- Bäckspigg (Culaea inconstans)